# Rolladen-Schneider LS10
Dimensions
Le Rolladen-Schneider LS10-a est un planeur de classe 18 mètres.
Il effectua son premier vol en 2003. Après la faillite de la société Rolladen-Schneider, son étude fut terminée par DG Flugzeugbau avant sa mise en production.

## Histoire
Dans les années 90, Rolladen-Schneider, incité par ses clients, a commencé le développement du successeur du LS6. Le développement a été retardé par la priorité des programmes LS8 et LS9 et le patron Walter Schneider décida que le LS6 était encore suffisamment performant en compétition.
La conception initiale a été faite sous la direction de Wolf Lemke. Werner Scholz a alors développé le prototype, le LS10-a. Bien que les schémas du LS10 aient montré une verrière incurvée comme l'ASW24, le prototype a une verrière comme le LS6 et le LS8.
Le premier vol a eu lieu Egelsbach le 6 juin 2003. Ceci a été suivi du vol test et d'une évaluation en compétition. Le prototype gagna les concours de Hockenheim et de Bayreuth en 2004 et les championnats d'Allemagne à Lüsse en 2005. Il a pris la deuxième place aux championnats européens de vol à voile à Nitra en Slovaquie.
La société DG a engagé une modification du design afin de réduire les coûts et intégrer cette conception dans ses moyens de production actuelle, et compléter le processus habituel de certification. 
Le LS10 obtint sa certification le 18 décembre 2009. DG Flugzeugbau commença la production du LS10 en 2010. 
Une version Turbo le LS10-st est également disponible, en utilisant la même installation du moteur que le LS8-st.

## Design des ailes
Le LS10 diffère du LS6 principalement dans son aile ; ses autres dispositifs sont semblables. Le profil aérodynamique qui est un dérivé du profil de FX 81-K-130 utilisé sur le LS6, ayant comme améliorations : un meilleur rendement aérodynamique aux vitesses hautes et faibles, et la réduction de la sensibilité à la pollution du profil par la pluie et les moucherons aux basses vitesses. Les ailes sont équipées de bande turbulatrice sur l'intrados pour empêcher la formation des bulles laminaires de séparation. Ceci suggère que le profil a enlevé le manque de transition du profil Wortmann datant de 1981 et est donc plus laminaire.
La conception initiale était d'avoir un bord d'attaque elliptique semblable au SZD-55-1. Cependant le prototype a adopté une forme triple-conique qui est plus facile à construire et à réparer. Le modèle de série aura un profil plus épais à l'emplanture, due à l'écoulement turbulent à proximité du fuselage (comme d'autres planeurs récents comprenant LAK-17a, ASW 28, DG-1000, Discus-2 et l'Eta). 
L'aile est construite en quatre morceaux. En changeant les rallonges externes, l'envergure peut passer de 15 à 18 mètres. La ligne de séparation des rallonges d'ailes était médiane sur le prototype, un dispositif qui est apparu la première fois sur le Schempp-Hirth Ventus 2 et qui permet d'optimiser l'envergure et le calage de l'aile. La production de série, cependant, aura la séparation à sept mètres du fuselage, comme DG Flugzeugbau l'a décidé pour favoriser la construction structurale et alléger les rallonges d'ailes.

## Autres améliorations de design
- Le système de ballast est composé de quatre réservoirs intégrés dans les ailes. Les réservoirs extérieurs sont remplis d'abord et se vident dans les réservoirs intérieurs pour obtenir la meilleure répartition des charges. Le système de ballast de queue est identique à celui du LS8-b.

- Bien qu'une maquette pour un nouveau fuselage avec un plus grand habitacle ait été préparée chez Rolladen-Schneider, le prototype LS10-a emploie un fuselage de LS6-c avec des changements mineurs comprenant quelques détails reportés du LS8-b et ainsi a les mêmes ergonomie et résistance lors d'un crash.

- Un train d'atterrissage plus haut augmente le dégagement au sol et donne un angle d'attaque plus élevé qu'un LS6, laissant une vitesse inférieure pour le décollage et l'atterrissage. Ceci augmente la sûreté au moment du roulage sur les pistes courtes et la sortie de piste.
- Le LS10 a des volets de courbure sur toute l'envergure de type LS, des aérofreins à double palette et des branchements automatiques de type Eugene Hänle des commandes de vol.

- Le système Mandel qui est un orifice derrière le train d'atterrissage qui dépressurise légèrement la cabine pour garder un écoulement laminaire sur le cockpit.

## Sources
- LS-Flugzeugbau website
- Aerokurier Aviation Magazine
- Marzinzik G, LS10: Meistermacher?, Aerokurier, Aug 2004
- Vol à Voile N°135 janvier-Février 2009
- EASA Certificat type